# Từ Hàng chân nhân
Từ Hàng chân nhân (慈航真人; Cíháng Zhēnrén; Tz'u-hang Chen-jen) là một vị thần tiên được thờ phụng trong Đạo giáo và tín ngưỡng dân gian Trung Quốc, xuất hiện trong Lịch đại thần tiên thông giám, Linh bảo kinh.
Từ triều đại nhà Đường về sau, giới sĩ phu đưa ra chủ trương "Tam giáo hợp nhất", Từ Hàng của Đạo giáo dần được đồng hóa với Quán Thế Âm của Phật giáo.
Từ Hàng chân nhân thường được dân gian Trung Quốc tạc tượng với hình tượng cưỡi rồng, quy xà, ngao (một loài rùa trong thần thoại Trung Quốc) hoặc là thuyền độc mộc.